# Geneviève Bührer-Thierry
Genevieve Bührer-Thierry (* 12. Oktober 1960 in Marseille) ist eine französische Historikerin.
Genevieve Bührer-Thierry wurde 1994 promoviert, ist seit 2005 Professorin für Mittelalterliche Geschichte und hat seit 2014 einen Lehrstuhl an der Universität Paris 1 Panthéon-Sorbonne. Sie ist spezialisiert auf die Geschichte Frankreichs und Deutschlands im Frühmittelalter (6. bis 11. Jahrhundert) und hier vor allem auf die politischen, kulturellen und sozialen Entwicklungen, die Geschichte der Kirche und die Rolle von Frauen im Frühmittelalter.

## Schriften (Auswahl)
- Aux marges du monde germanique. L’évêque, le prince, les païens (VIIIe–XIe siècles), Brepols, Paris 2014, ISBN 978-2-503-55267-5.
- mit Charles Mériaux, Jean-Louis Biget (Hrsg.): La France avant la France 481–888, Belin, Paris 2010, ISBN 978-2-7011-9188-1.
- mit Thomas Deswarte (Hrsg.): Pouvoirs, Église et société dans les royaumes de France, de Bourgogne et de Germanie. De 888 aux premières années du XIIe siècle, CNED: Éditions Sedes, Paris 2008, ISBN 978-2-301-00032-3.
- Les sociétés en Europe du milieu du VIe à la fin du IXe siècle. Enjeux historiographiques, méthodologie, bibliographie commentée, Armand Colin, Paris 2002, ISBN 2-200-26363-5.
- L’Europe carolingienne. 714–888, Malakoff, Armand Colin, Paris 2001, ISBN 978-2-200-62282-4.
- Évêques et pouvoir dans le royaume de Germanie. Les Églises de Bavière et de Souabe, 876–97, Picard, Paris 1997, ISBN 978-2-70840525-7.